# Abiodun Koya
Abiodun (Biodun) Koya (nascida em 22 de dezembro de 1980) é uma cantora de gospel, ópera e poeta nigeriana, que tem atuado na Casa Branca e que cantou o hino nacional estadounidense na Convenção Nacional Democrata. Depois de passar uns 15 anos nos Estados Unidos, tem começado a renovar seus laços com Nigéria.
Nascida no estado Ogun da Nigéria, e animada por seu pai, Koya interessou-se pela música quando tinha seis anos, tocando o violino e cantando música clássica na igreja. Deixou Nigéria em 2001 para ir estudar administração de empresas em Washington D.C., Estados Unidos. Além de ser uma das poucas cantoras de ópera africanas, é também uma poeta, atriz e filantropa.